# Air Inuit

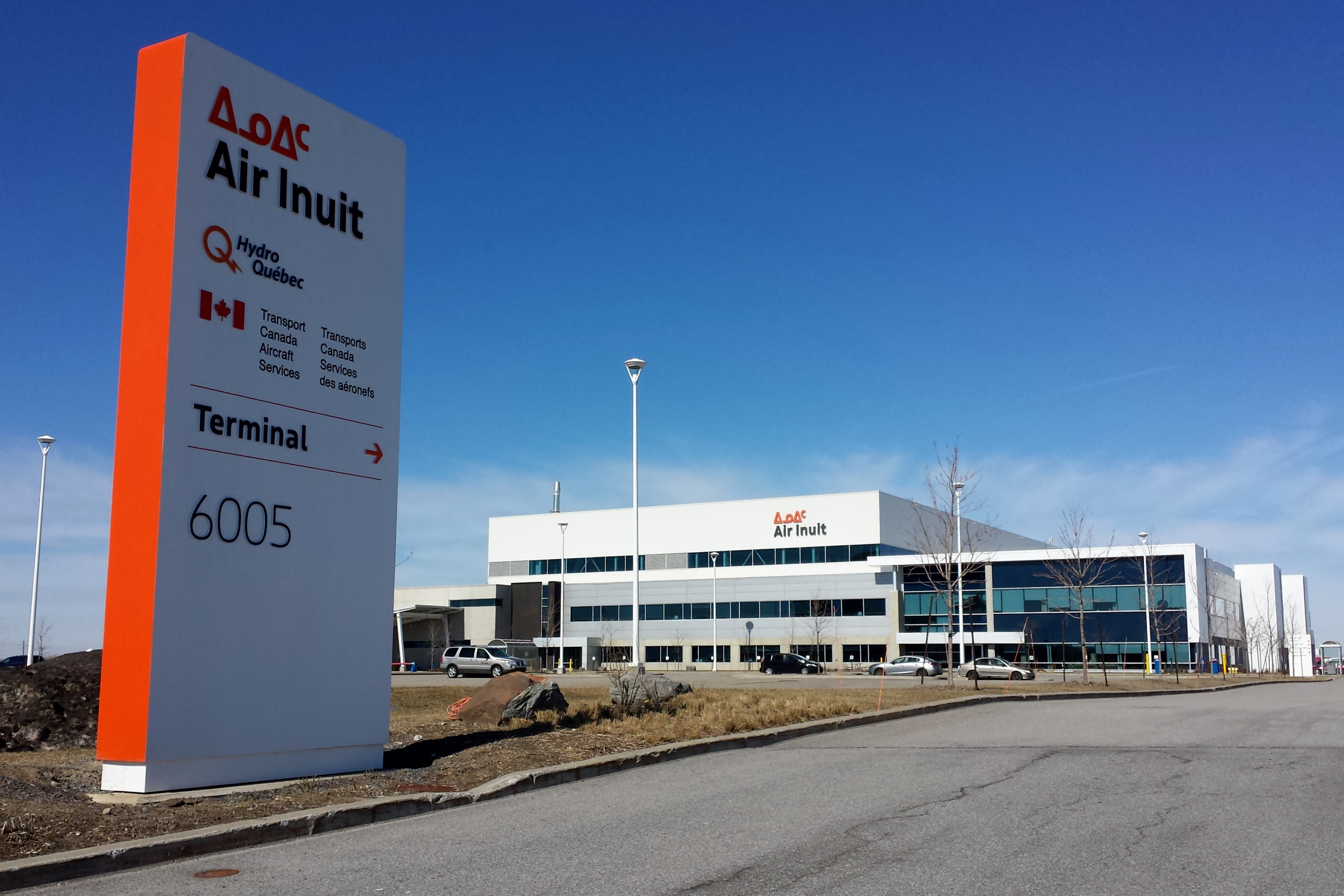
La sede del Air Inuit

Air Inuit (en inuktitut: ᐃᓄᐃᑦ ᖃᖓᑦᑕᔪᖏᑦ) es una aerolínea con sede en Dorval, Quebec, Canadá. Opera vuelos nacionales de pasajeros, carga y chárter en Nunavik y Nunavut. Su base principal es el aeropuerto de Kuujjuaq.

## Flota
La flota de Air Inuit consta de las siguientes aeronaves (en septiembre de 2024):
La flota de la Aerolínea posee a septiembre de 2024 una edad promedio de: 33.4 años.
Air Inuit tiene también acceso a un Eurocopter Ecureuil (Aerospatiale ASTAR 350) a través de Nunavik Rotors.

## Accidentes e incidentes
El 16 de marzo de 1981, un Douglas C-47A C-FIRW fue gravemente dañado al salirse de la pista durante el despegue en un vuelo de carga y acabar en la superficie helada del lago Bienville.